# Schlacht bei Zorn
Die Schlacht bei Zorn fand am 12. Juli 1866 in dem Dorf Zorn (heute Ortsteil der Gemeinde Heidenrod im Rheingau-Taunus-Kreis in Hessen) statt. Bei der „Schlacht“ handelte es sich um ein Scharmützel zwischen nassauischen und preußischen Truppen, in dessen Verlauf ein nassauischer Soldat getötet wurde. Die Auseinandersetzung erfolgte im Rahmen des Deutschen Krieges zwischen Preußen und Österreich und deren Verbündeten. Nach der Niederlage Österreichs wurde das Herzogtum Nassau von Preußen annektiert.

## Vorgeschichte
Anlass des Gefechts war ein Einfall preußischer Truppen von der Festung Ehrenbreitstein aus in nassauisches Gebiet, wie sie bereits in den Wochen zuvor mehrfach stattgefunden hatten. Strategisches Ziel war, das nassauische Kontingent der bei Frankfurt versammelten Bundestruppen zur Verteidigung des eigenen Territoriums zu zwingen und dadurch aus den Bundestruppen herauszubrechen. In diesem Fall handelte es sich bei dem preußischen Verband um die Landwehrbataillone Jülich, Malmedy, Siegburg, Trier I und II sowie um eine Husareneskadron der Festungsbesatzung mit insgesamt rund 4.000 Mann und acht Geschützen. Die Preußen erreichten ihr strategisches Ziel, indem die rund 5.000 Mann Nassauer unter Generalmajor Robert Roth, die gerade erst von einem einwöchigen Marsch durch den Vogelsberg in ihr Quartier nach Frankfurt-Rödelheim zurückgekehrt waren, in der Nacht zum 11. Juli den Marschbefehl in die Heimat erhielten.

## Anmarsch
Die Haupttruppe der Preußen war dem Flusstal der Lahn gefolgt, hatte aber Patrouillen in den gesamten Norden des Herzogtums ausgesandt. Schließlich besetzte die Streitmacht mehrere Dörfer nordwestlich von Langenschwalbach und verharrte dort, um sich auf das inzwischen gemeldete Herannahen der nassauischen Truppen vorzubereiten. Zorn wurde mit dem Landwehrbataillon Trier II belegt. Die Nassauer waren indes am 11. Juli über die Taunus-Eisenbahn nach Wiesbaden verlegt worden und biwakierten in der Nacht zum 12. Juli im Wald nordwestlich der Stadt, wobei es rege Besuche durch die Zivilbevölkerung gab. Parallel hatte ihre Führung bei den kurhessischen Bundestruppen in der Festung Mainz Kavallerie angefordert, über die die Nassauer nicht verfügten. Die Kurhessen entsandten lediglich zwei Bataillone Infanterie nach Biebrich, die einen möglichen preußischen Stoß durch das Rheintal auffangen sollten. Der kurhessische Leutnant von Schenk unterstellte sich mit seinem Trupp Reiter aus der Garde du Corps eigenmächtig dem nassauischen Kommando.
Am frühen Morgen des 12. Juli setzten sich die Nassauer in Richtung Nordwesten in Bewegung und umgingen auf der heutigen Bäderstraße Langenschwalbach. Roth richtete sein Hauptquartier nahe Kemel ein. Um 21 Uhr kam es in Langenschwalbach zu einem Schusswechsel zwischen einer nassauischen und einer preußischen Patrouille, nach dem sich die preußischen Husaren mit einem Verletzten zurückzogen und im Anschluss sämtliche Badegästen den Ort verließen.
Derweil hatte Roth erfahren, dass Zorn und Diethardt von Preußen besetzt waren. Für den folgenden Tag befahl er dem 1. Regiment unter Oberst Eberhard Neuendorff den Angriff auf Zorn.

## Das Scharmützel
Am 13. Juli setzten dessen Truppen den Marsch auf der Bäderstraße fort und bogen am späten Morgen an der Kreuzung Egenrother Stock in Richtung Zorn ab. Zwei Schützenkompanien und eine Halbbatterie Artillerie stellten sich an der Erhebung Grauer Kopf rund eine Kilometer östlich von Zorn auf. Die restlichen acht Kompanien nahmen in Nauroth Aufstellung und lagerten dort längere Zeit. Umstritten ist, ob nassauische Truppen auch das weiter von Zorn entfernte Wisper belegten. Um 14 Uhr setzten sich die Einheiten in Nauroth mit Ziel Zorn in Bewegung. Augenzeugenberichten der zahlreichen zivilen „Schlachtenbummler“ zufolge machte sich auch eine Kompanie der Preußen in Zorn um diese Zeit herum marschbereit in Richtung Nauroth.
Als ein nassauisches Vorkommando nach Zorn hinein vorging, kam es zu einem infanteristischen Schusswechsel. Dieser begann, als ein preußischer Soldat bewaffnet eine Gastwirtschaft, das heutige Haus Nassauer Straße 17, verließ und dabei auf einen kleinen Trupp Nassauer traf. Der Preuße versuchte sich zu ergeben, worauf einer der Nassauer das Feuer eröffnete, aber vorbei schoss. Darauf erwiderte der Preuße und traf sein Gegenüber tödlich am Hals. Über den weiteren Verlauf der Gefechte gibt es nur bruchstückhafte Schilderungen. Jedoch soll sich das preußische Landwehrbataillon Trier II mit acht Verwundeten und dem Verlust von zwei Mitgliedern in die Gefangenschaft eilig in Richtung Algenroth und Diethardt zurückgezogen haben. Auch ein preußisches Husarenpferd wurde verwundet. Zudem gab die nassauische Artillerie Schüsse auf marschierende preußische Artillerie bei Lautert ab, jedoch wohl ohne Effekt. Roth berichtete in einem Telegramm an den Herzog von ebenso wirkungslosem preußischen Artilleriebeschuss.
Am Abend unternahm der kurhessische Kavallerieleutnant Schenk mit seinen Reitern und zehn Freiwilligen aus der 6. Kompanie des 2. nassauischen Regiments einen Handstreich. Er ließ die Infanteristen die regulär zwischen Kemel und Holzhausen verkehrende Postkutsche besteigen. Dort überfiel der Trupp eine 13-köpfige preußische Feldwache, die sich prompt ergab. Die Nassauer griffen in Holzhausen weitere vier versteckte Preußen auf. Danach pferchten sie die Gefangenen in die Postkutsche und brachten sie in die eigenen Stellungen ein. Über Nacht wurden die Landwehrmänner im Bürgermeisteramt von Langenschwalbach eingesperrt und am nächsten Tag auf einem festlich geschmückten Bauernwagen zur Bundesfestung Mainz geschafft. Die Gefangenen sollen bei dieser Gelegenheit in guter Laune das Preußenlied gesungen haben.
Die nassauischen Truppen begaben sich am 14. Juli im Eilmarsch zurück zu den Bundestruppen.

## Folgen
Ihr strategisches Ziel hatten die Preußen vollständig erreicht: Die 5.000 Nassauer fehlten den Bundestruppen am 13. Juli bei den Gefechten bei Aschaffenburg. Die Preußen schlugen dort mit einer zahlenmäßig mehr als doppelt überlegenen Streitmacht einen überragenden Sieg, der ihnen die Besetzung Frankfurts ermöglichte.

## Nachwirken
Die Schlacht bei Zorn ist in der regionalen Überlieferung in Wiesbaden und im Hintertaunus bis heute als operettenhaft-biedermeierliches Ereignis in Erinnerung. Zahlreiche Anekdoten, die oft den historischen Fakten widersprechen, sind dazu im Umlauf. Betont wird gerne, dass es sich angesichts des preußischen Rückzugs und der gemachten Gefangenen um den formal einzigen militärischen Sieg Nassaus über Preußen handle. Rudolf Dietz verfasste ein volkstümliches Gedicht über die Schlacht bei Zorn.